# Guido Bentivoglio
Guido Bentivoglio (ur. 4 października 1579 w Ferrarze, zm. 7 września 1644 w Rzymie) – włoski kardynał.

## Życiorys
Urodził się 4 października 1579 roku w Ferrarze, jako syn Cornelia Bentivoglio i Isabelli Bendedei. Studiował na Uniwersytecie Padewskim, gdzie uzyskał doktorat utroque iure. W 1598 roku musiał powrócić do Ferrary, gdzie po śmierci Alfonsa II d’Este nie było sukcesora, który mógłby objąć rządy. Księstwo zostało zagarnięte przez Klemensa VIII, wbrew woli kuzyna zmarłego Cezara d’Este. Dzięki protekcji Pietra Aldobrandiniego został szambelanem papieskim, referendarzem Trybunału Obojga Sygnatur i klerykiem Kamery Apostolskiej. 14 maja 1607 roku został wybrany tytularnym arcybiskupem Rodos, a trzynaście dni później przyjął sakrę. Jednocześnie został mianowany nuncjuszem we Flandrii. Gdy przybył do Brukseli, promował świeżo zawarty pokój pomiędzy katolikami a protestantami, choć starał się zachować przywileje katolików, którzy byli poddanymi Hiszpanii. W 1615 roku zrezygnował z nuncjatury, a rok później został powołany na stanowisko nuncjusza we Francji. Zmuszony był wówczas interweniować w sprawach państwowych, podczas regencji Marii Medycejskiej i usiłował wypracować porozumienie pomiędzy Francją a Hiszpanią. Ponadto otwarcie zachęcał do polemiki przeciwko propagandzie hugenotów i galijczyków. W 1620 roku Ludwik XIII odnowił obietnicę połączenia korony francuskiej z Béarn i Nawarrą. 11 stycznia 1621 roku Bentivoglio został kreowany kardynałem prezbiterem i otrzymał kościół tytularny San Giovanni a Porta Latina. Wkrótce potem zrezygnował z nuncjatury. W 1622 roku został wybrany biskupem Riez, jednakże już po trzech latach zrezygnował z zarządzania diecezją. W latach 1631–1632 pełnił funkcję kamerlinga Kolegium Kardynałów, a w 1633 roku podpisał wyrok potępiający Galileusza. 1 lipca 1641 roku został podniesiony do rangi kardynała biskupa i otrzymał diecezją suburbikarną Palestrina. Zmarł 7 września 1644 roku w Rzymie.